# Čeněk Maixner

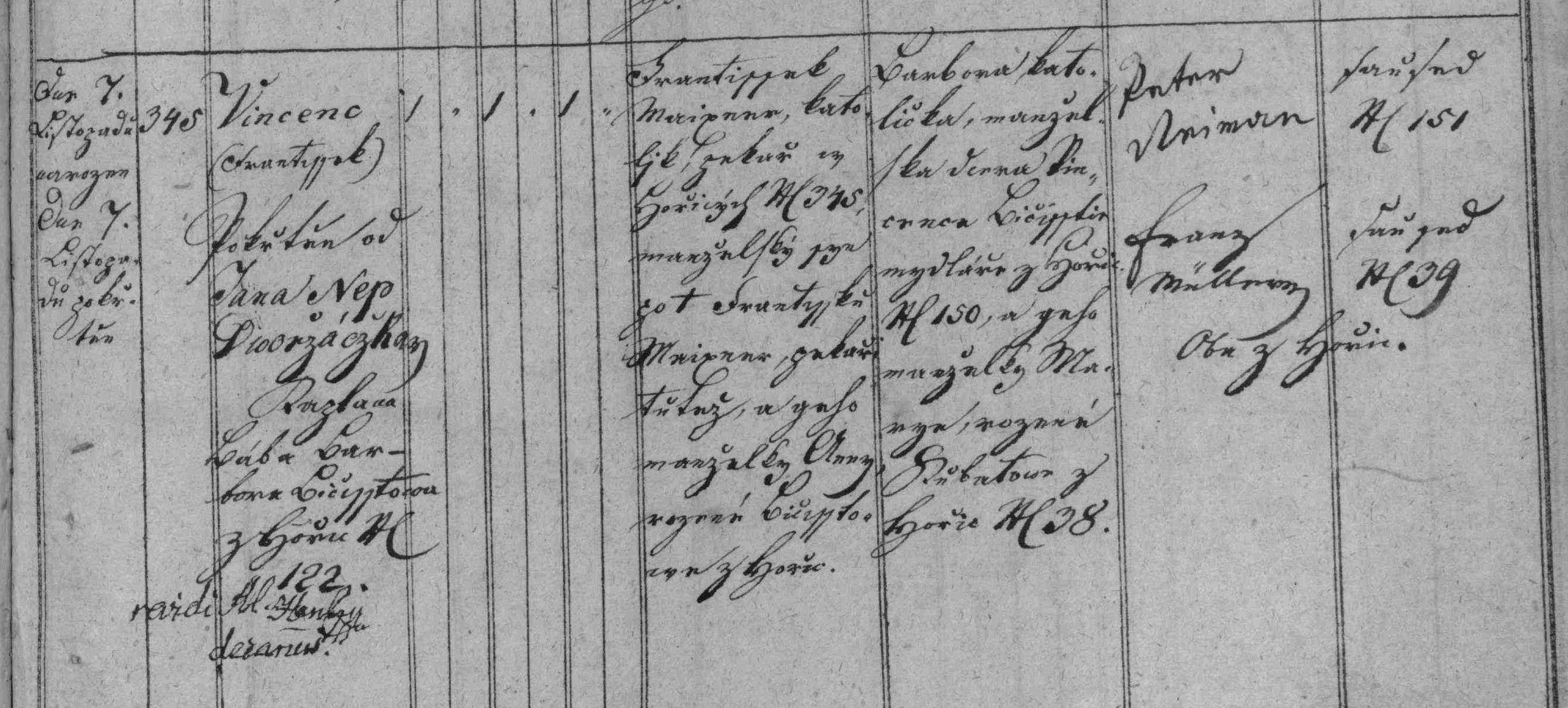
matriční zápis o narození a křtu Čeňka Maixnera (matrika N 1810–1842 Hořice (SOA Zámrsk))

Čeněk Maixner, křestní jméno též Vincenc (7. listopadu 1838 Hořice – 10. dubna 1911 Praha) byl český dřevorytec, grafik a ilustrátor

## Život
Narodil se v Hořicích v rodině pekaře Františka Maixnera. Byl jedním z 5 sourozenců, z nichž 3 (Petr, Karel a Čeněk) se stali známými výtvarníky. Roku 1854 nastoupil jako kreslič do smíchovské kartounky, ale záhy na doporučení svého staršího bratra Petra přešel roku 1860 do dřevoryteckého ústavu K. Bellmanna, kde se vyučil dřevorytcem. Jako dřevorytec pracoval v ústavu M. Müllera a Řeháčka a pro časopisy Květy, Světozor a Zlatá Praha. Přenášel do dřevorytu rytiny Q. Mánesa a K. Purkyně či svých bratrů a řady dalších. Vytvořil dřevoryty pro Kobrovo vydání Dona Quijota, dále pro Zapovu Českomoravskou kroniku podle předloh svého bratra Petra a pro další časopisy podle kreseb předních umělců té doby. Po útlumu obliby dřevorytů kreslil čalounické vzorky a pracoval na sgrafitech. Od konce 70. let začal spolupracovat s bratrem Petrem na restaurování sgrafit a nástěnných maleb, mj. na Staroměstské mostecké věži, v kostele sv. Jana ve Slavětíně a na hradě Zvíkově. Nakonec vstoupil do technické kanceláře zemědělské rady.

## Galerie

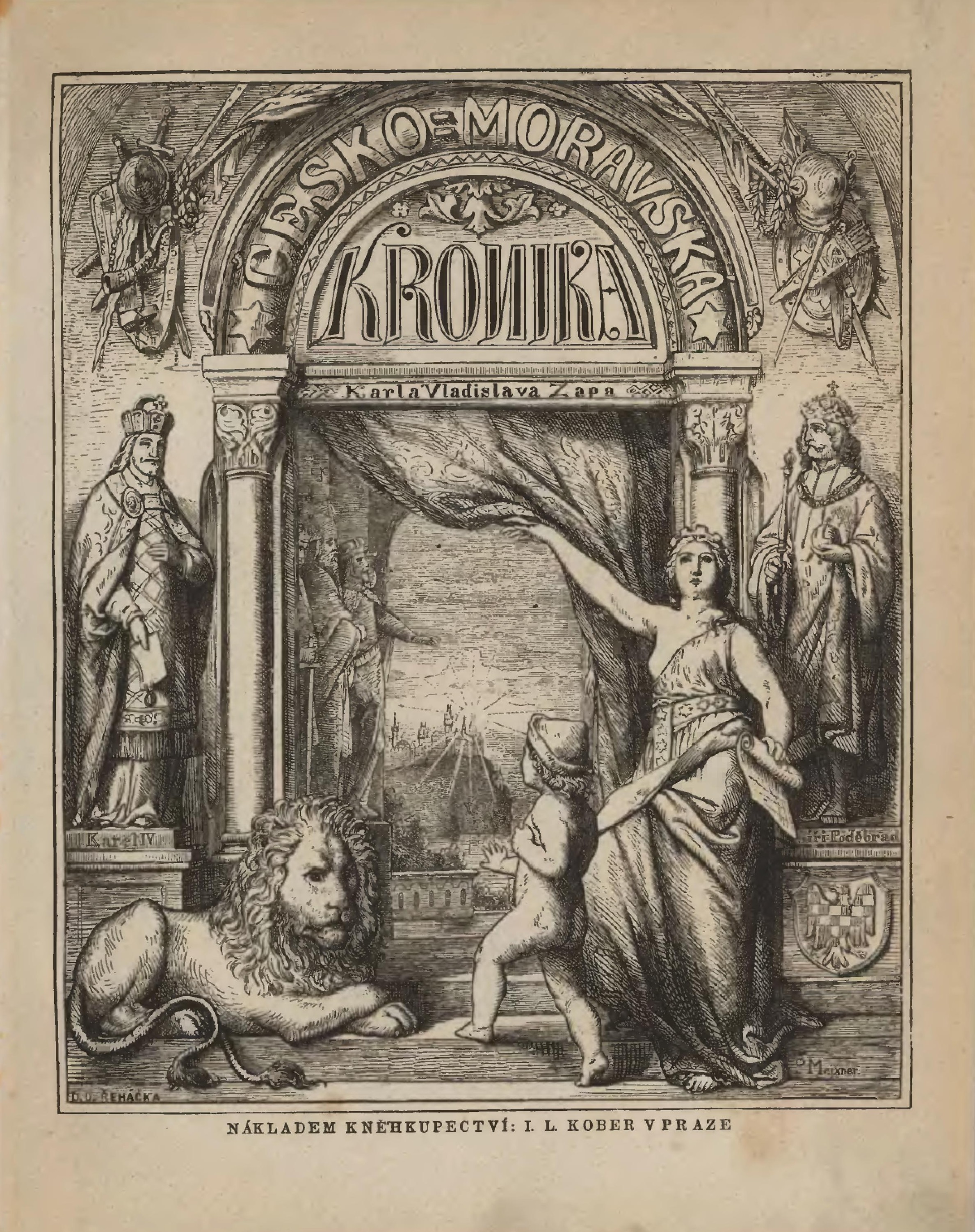
K.V.Zap Kronika českomoravská - titulní stránka